# Amtsgericht Vandsburg
Das Amtsgericht Vandsburg war ein preußisches Amtsgericht mit Sitz in Vandsburg.

## Geschichte
In Vandsburg bestand bis 1848 das Land- und Stadtgericht Vandsburg. 1848 wurde das Land- und Stadtgericht Vandsburg in eine Gerichtsdeputation des Land- und Stadtgerichts Zempelburg umgewandelt. Ab 1849 bestand in Vandsburg dann die Gerichtskommission des Kreisgerichts Flatow.
Das königlich preußische Amtsgericht Vandsburg wurde mit Wirkung zum 1. Oktober 1879 als eines von neun Amtsgerichten im Bezirk des Landgerichtes Conitz im Bezirk des Oberlandesgerichtes Marienwerder gebildet. Der Sitz des Gerichtes war Flatow. Sein Gerichtsbezirk umfasste aus dem Kreis Flatow den Stadtbezirk Vandsburg und die Amtsbezirke Jastrzembke, Neuhof, Suchoronczek, Zakrzewke und Teile der Amtsbezirke Sotznow, Komierowo und Sypniewo. Am Gericht bestand 1880 eine Richterstelle. Das Amtsgericht war damit ein kleines Amtsgericht im Landgerichtsbezirk. Der Amtsgerichtsbezirk kam aufgrund des Versailler Vertrages 1920 zu Polen.
In Polen bestand das Sąd Powiatowy w Więcborku, welches dem Sąd Okręgowy w Chojnicach nachgeordnet war. Von 1939 bis 1945 kam der Gerichtsbezirk wieder zum Deutschen Reich. Entsprechend wurden die polnischen Gerichte aufgehoben und das Amtsgericht Vandsburg entstand neu.
Im Jahre 1945 wurde der Amtsgerichtsbezirk unter polnische Verwaltung gestellt, und die deutschen Einwohner wurden vertrieben. Damit endete auch die Geschichte des Amtsgerichtes Vandsburg. Unter polnischer Verwaltung entstand kein Gericht mehr in Vandsburg.